# Let Love In
Albums de Nick Cave and the Bad Seeds
Live Seeds
(1993) Murder Ballads
(1996)
Let Love In est le huitième album studio de Nick Cave and the Bad Seeds, paru en 1994.
L'un des titres figurant dessus est le fameux Red Right Hand, utilisé de nombreuses fois à la télévision et au cinéma, notamment dans les séries X-Files et Scream.

## Liste des morceaux
1. Do You Love Me? (5:56)
2. Nobody's Baby Now (3:52)
3. Loverman (6:21)
4. Jangling Jack (2:47)
5. Red Right Hand (6:10)
6. I Let Love In (4:14)
7. Thirsty Dog (3:48)
8. Ain't Gonna Rain Anymore (3:46)
9. Lay Me Low (5:08)
10. Do You Love Me? Pt 2 (6:12)

## Formation
- Nick Cave – chant, piano, orgue, cloches, oscillateur, tambourin, piano électrique
- Mick Harvey – guitare, orgue, batterie, shaker, cloches, tambourin, chœurs
- Blixa Bargeld – guitare
- Conway Savage – orgue
- Martyn P. Casey – basse
- Thomas Wydler – batterie

### Invités
- Warren Ellis – violon
- Spencer P. Jones – chœurs
- Tex Perkins – chœurs
- Rowland S. Howard – chœurs
- Robin Casinader – violon
- Donna McEvitt – chœurs

## Singles

### Do You Love Me? (1994)
Sorti le 24 mars, il comprend :
- Do You Love Me? (4:37)
- Cassiel's Song (3:35)[1]
- Sail Away (4:13)

### Loverman (1994)
Sorti le 4 juillet, il comprend :
- Loverman (6:55)
- Until the End of the World (3:58)[2]
- B-side (19:02)[3]

### Red Right Hand (1995)
Sorti le 24 octobre, il comprend :
- Red Right Hand (4:48)
- That's What Jazz is to Me – (Paroles : Cave/Musique[4] : Cave, Harvey, Savage, Wydler) (5:05)

## Production
Cet album est enregistré entre Melbourne et Londres, où Nick Cave vient de se réinstaller après une période où il vivait au Brésil.

## Pochette
La pochette de l'album montre le chanteur du groupe torse nu, ce qui fait écrire aux Inrockuptibles que c'est parce qu'il s'agit d'un album où il fait « drôlement chaud »

## Accueil critique
L'album joue sur les « contrastes » mêlant un son « métallique » à une basse « moite. »
En 2013, le magazine Mojo classe cet album comme le neuvième meilleur album de Nick Cave.